# دوار النساء
دوار النساء أو قرية النساء فيلم جزائري من إخراج محمد شويخ عام 2005.

## ملخص
بعد اغتيال والديها، تم القبض على صابرينا الصغيرة في قرية فقيرة وتعرضت لهجمات الجماعات الإسلامية المسلحة. لدعم عائلاتهم ، يتم توظيف الرجال في المصانع. يعهدون بالدفاع عن القرية إلى زوجاتهم. يضمن «الشيوخ» احترام الأخلاق. من خلال حمل السلاح لصد وهزيمة المهاجمين الإسلاميين، تصبح المرأة مدركة لقوتها ومكانتها. التقاليد والمحظورات مستاءة الآن. . .

## بطاقة تقنية
- عنوان الفيلم : دوار النساء
- الإخراج والسيناريو : محمد شويخ
- التصوير : Allel Yahiaoui - الوان
- المجسم : يمينة بشير الشويخ
- موسيقى : خالد بركات
- له : رشيد بوعافية
- إنتاج : Acima Films and ENTV (التلفزيون الجزائري)
- البلد الأصلي : الجزائر</img>  الجزائر
- مدة : 102 دقيقة
- سنة الإصدار : 2005

## توزيع
- صوفيا نواصر : سابرينا
- خالد بن عيسى : تاجر الماشية
- بهية راشدي
- عايدة قشود
- نوال زعتر
- أمين الشويخ

## روابط خارجية
- دوار النساء على موقع IMDb (الإنجليزية)
- دوار النساء على موقع قاعدة بيانات الفيلم (الإنجليزية)
- دوار النساء على موقع ليتربوكسد (الإنجليزية)